# Irving R. Levine
Irving R. Levine (* 26. August 1922 in Pawtucket, Rhode Island; † 27. März 2009) war ein US-amerikanischer Journalist, Fernsehmoderator und Autor.

## Leben
Levine wuchs in einer jüdischen Familie in Pawtucket auf. Er studierte an der Brown University und an der Columbia University School of Journalism. Nach dem Studium war er zunächst für den International News Service tätig. Ab 1950 arbeitete er als freier Mitarbeiter und dann als Korrespondent für NBC. Als Auslandskorrespondent war er in Moskau, in Rom, in Wien und in Berlin stationiert. Unter anderem berichtete er vom Bau der Berliner Mauer. Von 1971 bis 1995 arbeitete er als Fernsehmoderator für NBC News. Als Autor schrieb Levine mehrere Bücher. 1995 wurde er Dekan der Lynn University’s School of International Communication in Boca Raton, Florida. Levine war mit Nancy Cartmel Jones verheiratet und hatte drei Kinder.

## Werke (Auswahl)
- Main Street, U.S.S.R., 1959